# Dora (Nou Mèxic)
Dora és una població dels Estats Units a l'estat de Nou Mèxic. Segons el cens del 2000 tenia 130 habitants.

## Demografia
Segons el cens del 2000, Dora tenia 130 habitants, 43 habitatges, i 36 famílies. La densitat de població era de 17,8 habitants per km².
Dels 43 habitatges en un 53,5% hi vivien nens de menys de 18 anys, en un 74,4% hi vivien parelles casades, en un 9,3% dones solteres, i en un 14% no eren unitats familiars. En el 14% dels habitatges hi vivien persones soles el 7% de les quals corresponia a persones de 65 anys o més que vivien soles. El nombre mitjà de persones vivint en cada habitatge era de 3,02 i el nombre mitjà de persones que vivien en cada família era de 3,35.
Per edats la població es repartia de la següent manera: un 37,7% tenia menys de 18 anys, un 4,6% entre 18 i 24, un 24,6% entre 25 i 44, un 20,8% de 45 a 60 i un 12,3% 65 anys o més.
L'edat mediana era de 33 anys. Per cada 100 dones de 18 o més anys hi havia 88,4 homes.
La renda mediana per habitatge era de 38.333 $ i la renda mediana per família de 40.417 $. Els homes tenien una renda mediana de 28.750 $ mentre que les dones 21.250 $. La renda per capita de la població era de 17.831 $. Aproximadament el 10,8% de les famílies i el 8,7% de la població estaven per davall del llindar de pobresa.

## Poblacions més properes
El següent diagrama mostra les poblacions més properes.